# Joan Ganz Cooney
Joan Ganz Cooney (Phoenix, 30 de novembro de 1929) é uma produtora de televisão  estadunidense. Ela é uma das fundadoras da Sesame Workshop (originalmente Children's Television Workshop ou CTW), uma organização famosa pela criação do programa de televisão infantil Sesame Street, que também foi co-criado por ela.

## Biografia
Cooney cresceu em Phoenix, e obteve um diploma de bacharelado em educação da Universidade do Arizona em 1951. Depois de trabalhar para o Departamento de Estado em Washington, D.C. e como jornalista em Phoenix, trabalhou como publicista para empresas de televisão e produção na cidade de Nova York. Em 1961, ela se tornou famosa por sua produção de documentários para a primeira emissora de TV educacional de Nova York, a WNET (Canal 13). Muitos dos programas que ela produziu ganharam Emmys regionais.
Em 1966, Cooney foi escolhida para supervisionar e direcionar a criação do que acabou se tornando o programa de televisão infantil Sesame Street, que estreou em 1969 pela CTW, a organização que supervisionou sua produção. Ela foi nomeada a primeira diretora executiva da organização. Como uma das primeiras executivas da televisão americana, sua nomeação foi chamada de "um dos mais importantes desenvolvimentos televisivos da década".
Cooney permaneceu como CEO da CTW até 1990, quando se tornou a presidente do conselho executivo da instituição. Em 2007, a Sesame Workshop fundou o Centro Joan Ganz Cooney, em sua homenagem.